# 파견의원

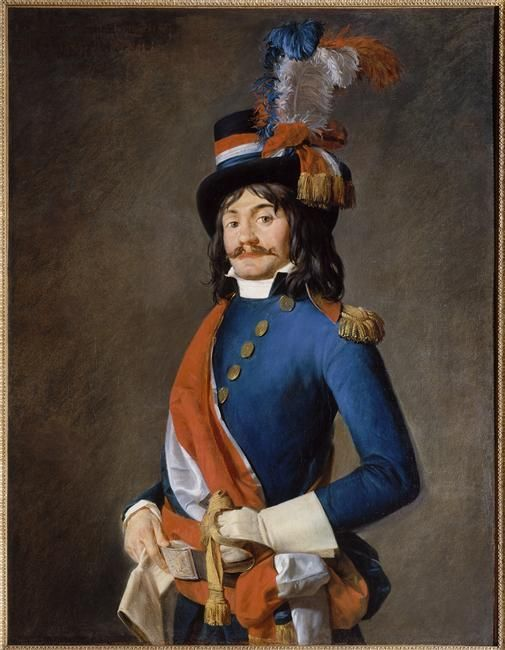
자크 루이 다비드가 그린 파견의원

파견의원(프랑스어: représentant en mission)은 프랑스 대혁명 당시 입법의회(1791년-1792년) 및 그 후신인 국민공회(1792년-1795년)에 존재한 특수 직책이다. 국민공회에서 각 주와 군부대에 임명하여 법과 질서를 유지하는 것을 목적으로 했다. 이에 따라 파견의원들은 징병을 감독하고 지역 군사 지휘를 감시했다.
이런 군부 통제 직책은 앙시앵 레짐 때도 존재했지만 공포정치 시대 때 본격적으로 제도화되면서 절대적 권력이 주어졌다. 일부 파견의원은 자신의 권력을 남용하며 지역에서 사실상의 독재자로 행세하기도 했다.
낭트, 툴루스, 리옹, 보르도, 마르세유 등 지방에서 반란이 일어나자 파리의 혁명 지도자들은 이를 왕당파들의 소행이라고 보고 반란 시도를 절멸시키려 했다. 이에 따라 "무제한적 권력"이 부여된 파견의원들이 문제의 지역으로 파견되었다. 이렇게 강대한 권력은 대개 남용되었고, 파견의원들은 공포정치의 가장 광신적 지지자이자 문자 그대로 의미에서 공포정치의 집행자이기도 했다.
유명한 파견의원으로는 조제프 푸셰, 루이마리 스타니슬라 프레롱, 장 랑베르 탈리앵, 장바티스트 카리에르, 에티엔 크리스토프 마이그네, 장마리 콜로데르부아, 조르주 쿠통 등이 있다.
운영 목적과 실태가 훗날 러시아 내전의 정치지도원과 거의 흡사하다.

## 참고 자료
- Roger Dupuy, Nouvelle histoire de la France contemporaine. Vol 2 : La République jacobine, Paris, Seuil, 2005, ISBN 2-02-039818-4
- Andrew Matthews, Revolution and Reaction: Europe 1789–1849, ISBN 0-521-56734-3.